# Diecezja Kroonstad
Diecezja Kroonstad – diecezja Kościoła rzymskokatolickiego w metropolii Bloemfontein, w Republice Południowej Afryki. Powstała w 1923 jako prefektura apostolska. W 1935 została podniesiona do rangi wikariatu apostolskiego, zaś podczas reformy administracyjnej Kościoła południowoafrykańskiego w 1951 roku stała się diecezją. 